# Debden
Debden es un pueblo canadiense situado en la provincia de Saskatchewan.

## Superficie
Debden tiene una superficie de 1,34 km².

## Demografía
En 2021, tenía 327 habitantes, una densidad poblacional de 243,2 hab./km², y 151 viviendas.